# 5217 Chaozhou
5217 Chaozhou è un asteroide della fascia principale. Scoperto nel 1966, presenta un'orbita caratterizzata da un semiasse maggiore pari a 2,3836480 au e da un'eccentricità di 0,1642759, inclinata di 2,92056° rispetto all'eclittica.
L'asteroide è dedicato all'omonima città del Guangdong in Cina.